# Muara Kulam
Muara Kulam is een bestuurslaag in het regentschap Musi Rawas van de provincie Zuid-Sumatra, Indonesië. Muara Kulam telt 2929 inwoners (volkstelling 2010).